# Twilight Struggle
Twilight Struggle è un gioco da tavolo strategico ideato da Ananda Gupta, Jason Matthews e pubblicato nel 2005 dalla GMT Games. Il gioco presenta alcune delle caratteristiche dei wargame e consente di simulare a livello strategico globale lo scontro fra USA e URSS durante la Guerra Fredda.
Il gioco è un card driven wargame, ossia è un gioco di guerra che si svolge su 10 turni ed in cui in ogni turno i giocatori ricevono una mano di carte con cui svolgono tutte le loro azioni. Nell'introduzione al regolamento gli autori dichiarano di essersi ispirati a due classici card driven wargame quali We the People di Mark Hermann e Hannibal: Rome vs. Carthage di Mark Simonitch.
La mappa di gioco rappresenta tutto il mondo diviso in 5 aree principali (Europa, Asia, Africa, Centro America e Sud America), ed in questa scala globale i due giocatori si confrontano per acquisire il maggior numero di alleati, piazzando i propri segnalini di influenza (Influence Markers) e tentando di rimuovere i segnalini dell'avversario. Si tiene conto dell'andamento del confronto su scala globale attraverso i punti vittoria (Victory Points, abbreviati in VP) guadagnati dai giocatori.
Nel 2016 Playdek ha sviluppato una versione digitale di Twilight Struggle.

## Prima edizione
La prima edizione di Twilight Struggle pubblicata da GMT Games, pubblicata nel 2005, comprendeva 260 segnalini (i cosiddetti counters), il tabellone con una mappa in cartoncino ed un mazzo da 104 carte condiviso da entrambi i giocatori.

## Seconda edizione
Nel 2009 la GMT Games ha pubblicato una versione deluxe, con alcune modifiche al regolamento, un mazzo da 110 carte ed il tabellone, montato su cartone rigido, che presenta alcune modifiche alla grafica.

## Premi e riconoscimenti
- 2006 BoardGameGeek Golden Geek, Miglior gioco per due e Miglior wargame[2]

## Giochi simili
La meccanica di base del gioco è stata poi ripresa in altri due titoli molto simili:
- 2010 - Labyrinth - Guerra al terrore, 2001-?: ambientato durante gli anni della guerra al terrorismo, in cui un giocatore interpreta il ruolo degli USA e dei suoi alleati e l'altro interpreta il ruolo dei fondamentalisti islamici che cercano di portare avanti la jihād. Questo titolo introduce la possibilità di giocare in solitario, in questo caso il giocatore vestirà i panni degli USA e il gioco agirà automaticamente con il giocatore jihadista.
- 2012 - 1989: Dawn of freedom: come in Twilight Struggle un giocatore interpreta le democrazie occidentali e l'altro interpreta i comunisti orientali, tuttavia in questo gioco l'azione si focalizza in Europa nel 1989.